# Мінхаунг II
Мінхаунг II (*бірм. ဒုတိယ မင်းခေါင်; 9 жовтня 1446 — 7 квітня 1501) — 12-й володар царства Ава у 1480—1501 роках.

## Життєпис
Походив з династії Паган-Пінья. Старший син Тхіхатхури, ейншейміна (спадкоємця), та Амейти Тхірі Магадхаммадеві (доньки Тхіхапате, собви Могн'їна). Народився 1446 року. 1468 року після сходження батька на трон був оголошений ейншейміном та отримав у володіння Дабаїн. Практично усе панування батька перебував поруч з ним в столиці. 1480 року спадкував владу, прийнявши ім'я Тірітхуддхаммаяза. Призначив свого сина Тхіхатхура ейншейміном.
З самого початку стикнувся з протистоянням стрийків Мінґі Сва, намісник П'ї, та Тадо Мінсо, намісника Тарраваді. Також повстали його молодші брати —Міньєчавсва, намісник Яметхіна (на південному сході), та намісник Саліна (на заході). Перший, оскільки він контролював більшість важливого землеробського регіону Чаусхе, був найбільшою загрозою для нового володаря Ави. Мінхаунг II наказав Сітху Чавтіну, наміснику Таунгу, напасти на Міньєчавсву. Проте облогу Яметхіна була невдалою, а Сітху Чавтін загинув у битві. Мінхаунг II призначив сина Мін Сітху, сина Сітху Чавтіна, новим намісником Таунгу. У наступні роки постійно намагався підкорити Яметхін, але без успіху.
Його нездатність відновити контроль над Чаусхе значно послабило усю державу. У 1482 році після смерті Мінґі Сва його брат Тадо Мінсо з Тарраваді зайняв П'ї, де оголосив про свою незалежність. Аванська армія не змогла взяти П'ї і відступила, що фактично призвело до визнання відокремлення Тадо Мінсо, який володів землями до Тарраваді та М'єде.
У 1482 році шанські князівства Могн'їн і Момейк на півночі також повстали. Мінхаунг II не міг їх приборкати, оскільки більше уваги приділяв боротьбі з Яметхіном і П'ї. До 1490-х років інші шанські князівства Кале та Муанг Мао також вийшли з-під влади володаря Ави. Лише шанське князівство Сіпав (Тібау) залишалася васалом Мінхаунга II. Невдовзі також почалися набіги шанів на північні землі Ави, особливо на М'єду.
У 1485 році Мінґінйо вбив свого стрийка Мін Сітху, намісника Таунгу, але швидко надіслав данину до Ави. Мінхаунг II був не в змозі покарати Мінг'ї Ньо, тому визнав його намісником. Того ж року зробив свого спадкоємця Тхіхатхуру співволодарем, провівши церемонію інтронізації.
У 1492 році, після смерті Дгаммазеді, правителя Гантаваді, Мінґінйо без дозволу Мінхаунга II здійснив напад на цю державу. У 1495 році новий гантавадський правитель Бінья Ран II атакував Таунгу у відповідь. У війні з ним Мінґінйо зумів зміцнитися й лише номінально визнавав зверхність Ави. У липні 1500 року після смерті Міньєчавсви зайняв Яметхін, де поставив намісником Норахту, сина Тхіхатхури II. Мінхаунг II помер у квітні 1501 року. Оскільки йогос півправитель Тхіхатхура II помер за місяць до цього, то владу спадкував інший син Нарапаті II.